# NN-209
La carretera NN-209 es una vía departamental secundaria ubicada en el departamento de Carazo, Nicaragua. Esta conecta el Empalme La Conquista con el Empalme La Unión en el municipio de Santa Teresa, contribuyendo al desarrollo vial local y mejorando el acceso a zonas rurales. Fue inaugurada en 2024.

## Trazado y cruces
La siguiente tabla muestra las principales localidades y conexiones por donde transita la NN-209:
| km    | Localidad            | Departamento | Conexión / Ruta |
| ----- | -------------------- | ------------ | --------------- |
| 0.0   | Empalme La Conquista | Carazo       | NN 205          |
| 5.8   | Sector El Aguacate   | Carazo       |                 |
| 10.85 | Empalme La Unión     | Carazo       | NN 204          |

## Coordenadas
Uno de los tramos de la NN-209 puede ser encontrado en las coordenadas: 11°46′20″N 86°21′12″O / 11.7721, -86.3533